# Chlamydia trachomatis
Chlamydia trachomatis is een bacterie die de seksueel overdraagbare aandoening chlamydia veroorzaakt. Deze ziekte uit zich bij de man door urethritis en soms epididymitis (bijbalontsteking). Bij de vrouw treden cervicitis (baarmoederhalsontsteking) en soms urethritis op, maar vaker vertonen zij bij een besmetting geen symptomen. De bacterie is ook bekend als verwekker van trachoom, een ziekte van het slijmvlies van het oog, waarnaar de bacterie is vernoemd. Ook bestaat de kans op een luchtweginfectie en oogklachten zoals blindheid of slechtziendheid van een pasgeborene wanneer deze is besmet bij de geboorte. Verder veroorzaakt de bacterie ook lymphogranuloma venereum en conjunctivitis (een ooginfectie). 
De bacterie is de belangrijkste oorzaak van SOA's wereldwijd. Daarnaast is het ook een belangrijke oorzaak van blindheid. 

## Levensfases
Chlamydia trachomatis kan geen ATP aanmaken. Dit molecuul is noodzakelijk voor het energiemetabolisme van de cel. Hierom is Chlamydia trachomatis een obligaat intracellulaire bacterie. Om in zijn energiebehoefte te voorzien haalt de bacterie ATP en aminozuren uit de geïnfecteerde cel. 
Er zijn van Chlamydia trachomatis twee levensvormen:
- Het elementair lichaam (Engels: EB; "elementary body") is een energetisch inactief, sporevormig verschijningstype van de bacterie. In deze fase kan de bacterie lang overleven. Deze spore wordt opgenomen door de gastheercel. Het mechanisme hierachter is receptorgemedieerde endocytose. Dit mechanisme bestaat eruit dat de bacterie hecht aan een receptor. De receptor wordt hierdoor actief en de bacterie wordt opgenomen in de cel door een instulping van het celmembraan: het endosoom. In de normale situatie fuseert dit endosoom met een zogeheten lysosoom. Dit lysosoom is een intracellulair zakje met enzymen en toxische substanties erin. Deze toxische stoffen breken celmateriaal af. Chlamydia trachomatis verhindert echter de fusie van het lysosoom met het endosoom. Dit leidt ertoe dat de bacterie intracellulair kan blijven bestaan en verandert in de volgende levensvorm: het reticulair lichaam.
- Het reticulaire lichaam (Engels: RB; "reticular body") is de energetisch actieve vorm van de bacterie. Deze bacterie hangt voor zijn energievoorziening af van de energiebronnen en aminozuur van de geïnfecteerde cel. Het reticulair lichaam vermeerdert zich en vormt hierbij nieuwe elementaire lichaampjes die andere cellen kunnen infecteren.

## Serotypes
De verscheidene ziektes die veroorzaakt worden door een infectie met Chlamydia trachomatis zijn afhankelijk van het betreffende type bacterie (het zogeheten serotype):
- urogenitale infecties en conjunctivitis - serotypes D, E, F, G, H, I, J en K;
- trachoom - serotypes A, B en C;
- lymphogranuloma venereum - Serotypes L1, L2 en L3;

Er worden drie verschillende vormen onderscheiden, welke verschillende klinische beelden geven:
- Bij een trachoom wordt het hoornvlies aangetast. Dit kan leiden tot blindheid.
- Urogenitale infecties veroorzaken vaak geen klachten en kan op lange termijn onvruchtbaarheid veroorzaken.
- Lymphogranuloma venereum geeft een infectie in de lymfeklier in de lies met name door anaal geslachtsverkeer.

## Complicaties
- sexually acquired reactive arthritis (SARA)
- syndroom van Reiter (conjunctivitis, urethritis, artritis)
- syndroom van Asherman (verklevingen in de baarmoeder)
- syndroom van Fitz-Hugh-Curtis (ontsteking leverkapsel en diafragma)
- Opstijgende infecties
- Buitenbaarmoederlijke zwangerschap
- onvruchtbaarheid (vooral bij her-infecties)
- bij pasgeborenen: conjunctivitis